# Presidenti del Consiglio regionale della Franca Contea
Il presidente del Consiglio regionale della Franca Contea (in francese Présidents du conseil régional de Franche-Comté) era il capo del governo dell'ex regione francese della Franca Contea e il capo del suo Consiglio regionale.
Con la riforma delle regioni, a partire dal gennaio 2016 le sue funzioni sono assunte dal presidente Consiglio regionale della Borgogna-Franca Contea

## Elenco
| Mandato                            | Presidente | Presidente              | Partito | Partito |
| ---------------------------------- | ---------- | ----------------------- | ------- | --- |
| 4 febbraio 1976 – 7 settembre 1981 |            | Edgar Faure             |         | Unione dei Democratici per la Repubblica (1976-1978) Raggruppamento per la Repubblica (1979-1980) Partito Radicale (1981) |
| 7 settembre 1981 – 15 aprile 1982  |            | Jean-Pierre Chevènement |         | Partito Socialista |
| 15 aprile 1982 – 30 marzo 1988     |            | Edgar Faure             |         | Sinistra Democratica |
| 16 aprile 1988 – 20 marzo 1998     |            | Pierre Chantelat        |         | Raggruppamento per la Repubblica                                                                                          |
| 20 marzo 1998 – 2 aprile 2004      |            | Jean-François Humbert   |         | Unione per la Democrazia Francese (1998-2002) Unione per un Movimento Popolare (2003-2004)                                |
| 2 aprile 2004 – 5 gennaio 2008     |            | Raymond Forni           |         | Partito Socialista |
| 5 gennaio 2008 – 31 dicembre 2015  |            | Marie-Guite Dufay       |         | Partito Socialista |